# Ilkka Hanski

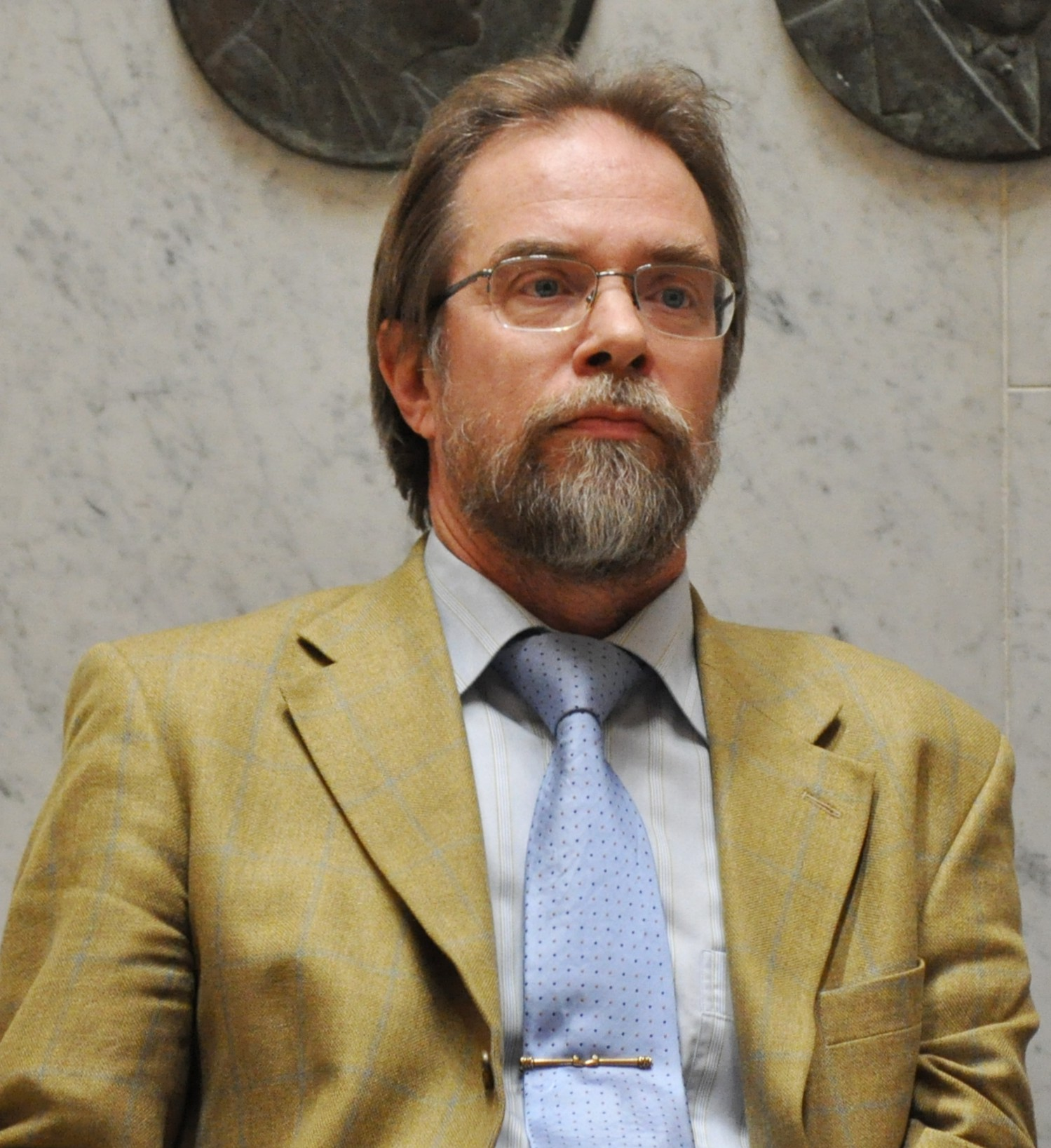
Ilkka Hanski in januari 2009

Ilkka Hanski (Lempäälä, 14 februari 1953 – 10 mei 2016) was een Fins ecoloog van de Universiteit van Helsinki. Hij staat onder meer bekend voor zijn onderzoek op het gebied van metapopulaties.
Hij behaalde zijn licentiaatsdiploma aan de Universiteit van Helsinki in 1976 en zijn doctoraat aan de Universiteit van Oxford in 1979. In 2011 won hij de Crafoordprijs.
Hij overleed op 63-jarige leeftijd.

## Voetnoten
1. ↑  The Crafoord Prize in Biosciences 2011

- Bibliothèque nationale de France: cb135317487 (data)
- CiNii: DA05538284
- Gemeinsame Normdatei: 1055742409
- International Standard Name Identifier: 0000 0001 0912 6863
- Library of Congress Control Number: n82239492
- Nationale Bibliotheek van Letland: 000182612
- Nationale Bibliotheek van Tsjechië: jcu2011663247
- Nationale Bibliotheek van Israël: 987007424038005171
- Nederlandse Thesaurus van Auteursnamen: 154981389
- SNAC: w6tp2zt8
- Système universitaire de documentation: 050480316
- Virtual International Authority File: 69090992
- WorldCat: E39PBJxrRbKpQpggpfjK48HDMP